# Jouxtens-Mézery
Jouxtens-Mézery (toponimo francese) è un comune svizzero di 1 447 abitanti del Canton Vaud, nel distretto di Losanna.

## Monumenti e luoghi d'interesse

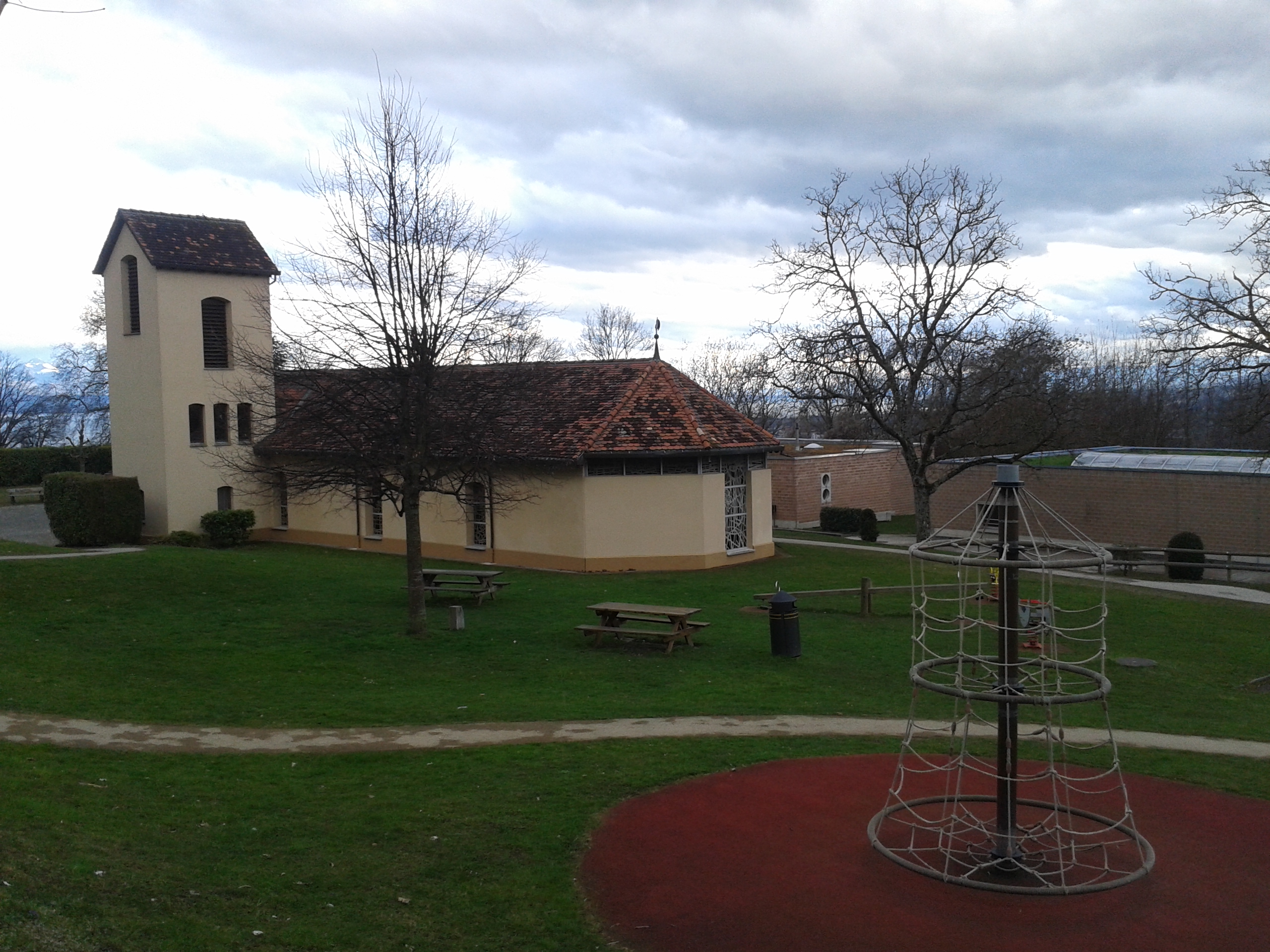
La chiesa riformata

- Chiesa riformata, eretta nel 1976[1].

## Società

### Evoluzione demografica
L'evoluzione demografica è riportata nella seguente tabella:
Abitanti censiti

## Infrastrutture e trasporti

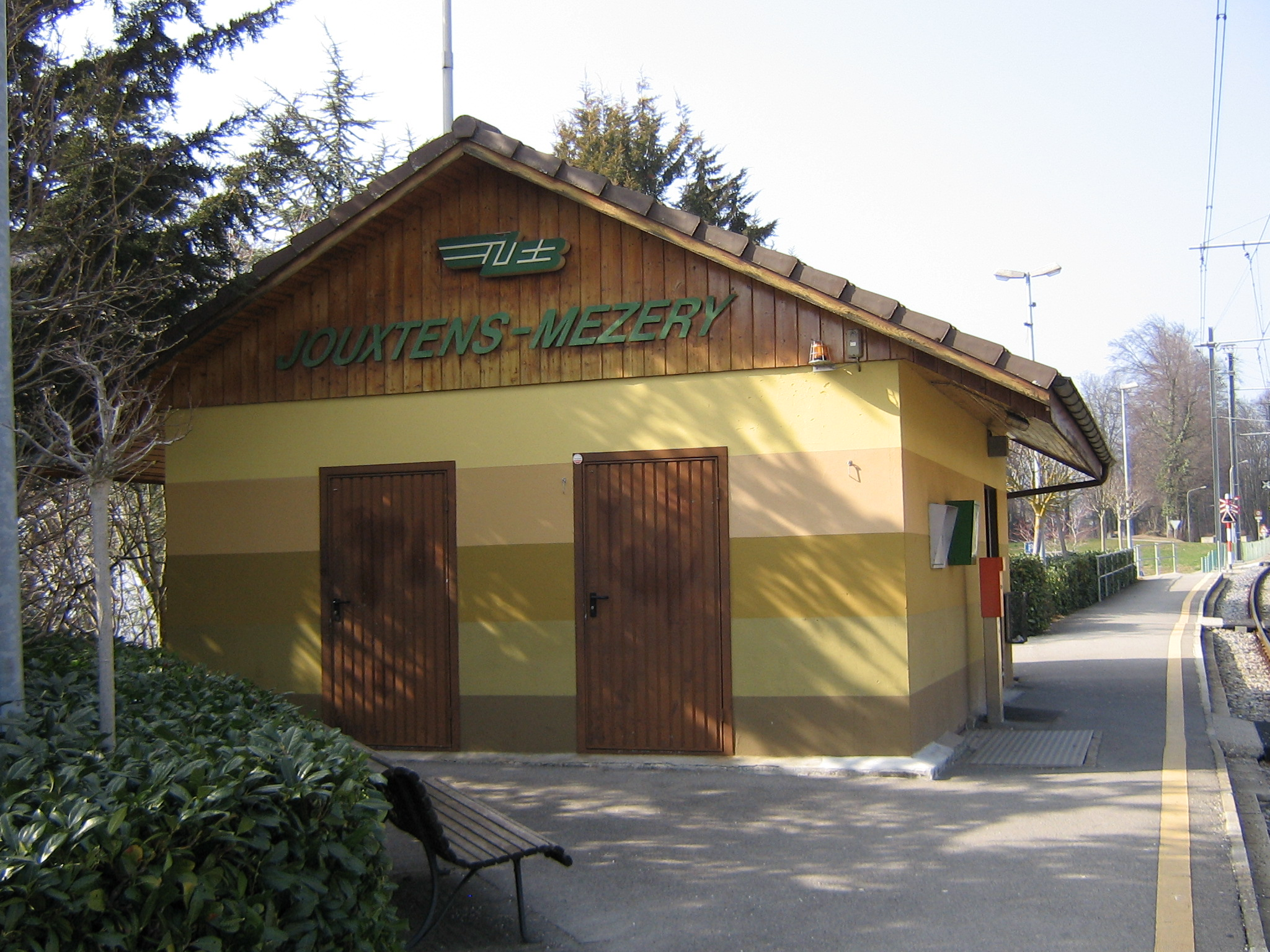
La stazione di Jouxtens-Mézery

Jouxtens-Mézery è servito dalle stazioni di Jouxtens-Mézery e di Le Lussex sulla ferrovia Losanna-Echallens-Bercher.

## Amministrazione
Ogni famiglia originaria del luogo fa parte del cosiddetto comune patriziale e ha la responsabilità della manutenzione di ogni bene ricadente all'interno dei confini del comune.